# Sigumuru
Sigumuru is een bestuurslaag in het regentschap Tapanuli Selatan van de provincie Noord-Sumatra, Indonesië. Sigumuru telt 997 inwoners (volkstelling 2010).